# كولين ماكراي
كولين ماكراي (بالإنجليزية: Colin McRae)‏ مواليد 05 أغسطس 1968 في اسكتلندا - الوفاة 15 سبتمبر 2007 في اسكتلندا، كان سائق راليات اسكتلندي بدأ مسيرته في سنة 1987. كان أول رالي له هو رالي السويد 1987. هو أحد أبطال بطولة العالم للراليات. فاز بـ 25 سباق رالي. صعد على المنصة 42 مرة خلال مسيرته.

## سجل الفوز
- رالي نيوزيلندا 1993
- رالي سفاري 2002

## فرق مثلها
- فريق سوبارو للراليات
- فريق فورد للراليات

## روابط خارجية
- كولين ماكراي على موقع Rallye-info.com (الإنجليزية)
- كولين ماكراي على موقع eWRC-results.com (الإنجليزية)
- كولين ماكراي قاعة قاعة إسكتلندا للمشاهير الرياضية (الإنجليزية)